# سیانوردهی

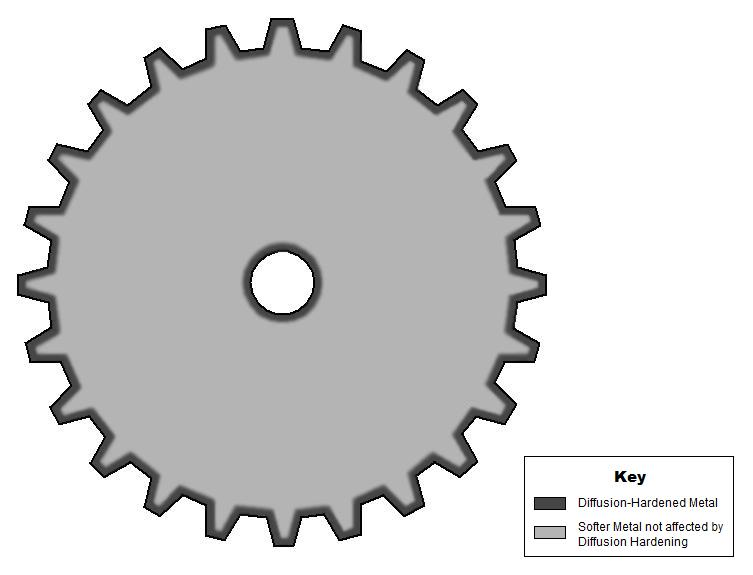
سیانوردهی مایع مناسب برای سطوح پیچیده چرخدنده‌ها

سیانوردهی، یا سیانوراسیون، (به انگلیسی: Cyaniding) اشباع همزمان سطح فولاد از کربن و نیتروژن است. این عمل برای افزایش سختی سطح قطعات فولادی استفاده می‌شود. به عبارتی این عملیات کربونایترایدینگ است با این تفاوت که در فاز مایع انجام می‌شود. این عملیات شامل گرم کردن قطعه، در حمامی از نمک‌های سیانور می‌باشد. با این عملیات، می‌توان سطح قطعه را از کربن و نیتروژن یا کربن تنها اشباع کرد. سیانوردهی معمولاً بر روی اجسامی انجام می‌گیرد که فرسایش ضخامت کمی از سطحشان، آن‌ها را غیرقابل استفاده می‌نماید، نظیر چرخ دنده‌ها که در اثر فرسایش کمی از سطح ایجاد سر و صدای زیادی نموده و غیرقابل استفاده می‌گردند. کربن فولادهایی که برای سیانوردهی به کار می‌روند، بین ۰٫۲تا ۰٫۴ درصد تغییر می‌کند. برای رقیق کردن سیانور، از کربنات‌های قلیایی و کلریدها استفاده می‌شود. ضخامت قشر سیانوره به ندرت از ۰٫۲۵ میلی‌متر تجاوز می‌کند.

## حمام‌های سیانوردهی

نمک سدیم سیانید

در سیانوردهی، عامل کربن‌ده سیانورهای قلیایی (NaCN و KCN) می‌باشند. اگر مقدار سیانور حمام از ۴۵ درصد بیشتر باشد، پس از گرم شدن، خیلی سریع اکسیده می‌شود و در نتیجه، سیانوردهی نامنظم خواهد بود؛ لذا برای آنکه سیانور به سرعت از بین نرود، حدود ۲۰ درصد سدیم کلرید و ۳۵ درصد سدیم کربنات، به نمک مذاب اضافه می‌کنند. در بعضی از موارد، برای سیانوردهی قطعاتی که دقیق‌تر هستند، مقداری استرانسیم کلرید، برای ثابت نمودن سیانور، به محلول می‌افزایند. برای کربن‌دهی قطعات خیلی نازک، تا حدود چند دهم میلی‌متر، قطعه را می‌توان مستقیماً آب داد. وجود کربنات‌ها باعث می‌شود که نفوذ کربن در قشرهای بعدی تسریع گردد. کلریدها نیز سطح فلز را پاک نموده و به این ترتیب فرایند نفوذ را تسهیل می‌نمایند.
باید توجه داشت که پس از سیانوردهی، مقداری نمک در روی قطعه باقی می‌ماند که در حقیقت از دست می‌رود در نتیجه بهای عمل گران‌تر تمام می‌شود. برای رفع این مشکل، حمام بایستی دارای سیالیت کافی باشد. برای این منظور، املاح سدیم و پتاسیم هر دو را به حمام نمک سیانور می‌افزایند.
علاوه بر نمک‌های مذکور، مقداری از نمک‌های دیگر را، به عنوان فعال‌کننده، به حمام سیانوردهی اضافه می‌نمایند. اگر منظور تنها کربن بایگانی‌شده  در ۷ اوت ۲۰۲۲ توسط Wayback Machine‌دهی باشد، به نمک مقداری کلرید باریم افزوده می‌شود ولی اگر لازم باشد در عین حال مقداری نیتروژن نیز در قطعه نفوذ نماید، به حمام سولفوسیانور یا سیانات اضافه می‌شود، به‌طور کلی، مقدار سیانور در حمام سیانوردهی، نسبت به مقدار آن در حمام کربن‌دهی سیانوراسیون، بالاتر است. حداکثر عمق نفوذ بدست آمده در اثر عملیات سیانوراسیون، ۰٫۲۵ میلی‌متر است ولی حداکثر قابل دسترسی در اثر کربن‌دهی در حمام مایع سیانوردهی، به حدود ۶٫۵ میلی‌متر می‌رسد.
ترکیب نمک‌ها به دمای عمل وابسته می‌باشد. در درجه حرارت‌های ۸۸۰ و ۹۰۰ درجه سلسیوس، عمل جذب، شامل کربوراسیون تنها بوده و در سایر دماها، نیتروژن نیز در جسم نفوذ می‌نماید که بر روی سختی سطحی و مقاومت قطعه مؤثر است. ترکیب حمام‌های مختلف، برای چند درجه حرارت عمل، داده شده‌است:
| درجه حرارت عمل °C | درجه حرارت عمل °C | درجه حرارت عمل °C | درجه حرارت عمل °C | درجه حرارت عمل °C | نمک    |
| ----------------- | ----------------- | ----------------- | ----------------- | ----------------- | ------ |
| ۹۰۰–۹۲۵           | ۹۰۰               | ۸۸۰               | ۸۲۰–۸۴۰           | ۶۸۰–۷۰۰           | نمک    |
| ۶–۱۶              | ۲۵                | ۱۵                | ۲۷                | ۲                 | NaCN   |
| -                 | -                 | -                 | -                 | ۲                 | KCN    |
| ۰–۲۰              | ۲۵                | -                 | ۲۷                | ۴۴                | NaCl   |
| ۰–۲۰              | -                 | ۱۵                | -                 | ۴۴                | KCl    |
| ۳۰–۵۵             | ۲۵                | ۴۵                | -                 | -                 | BaCl2  |
| حداکثر۳۰          | ۲۵                | ۲۵                | ۲۵                | -                 | Na2CO3 |
| -                 | حداکثر۱           | حداکثر۱           | ۵                 | ۸                 | KOCN   |
| -                 | حداکثر۰٫۵         | حداکثر۰٫۵         | حداکثر۱           | حداکثر۱           | NaSCN  |

چون با تجزیه سیانور، مقدار آن در نمک به تدریج کم می‌شود، لذا باید ترکیب حمام را مرتباً کنترل کرده و در فواصل زمانی معین، سیانور را بدان اضافه کرد. سطح حمام را باید با لایه‌ای از ذرات ریز گرافیت پوشانید تا از تولید گاز و خروج آن از حمام جلوگیری شود. این عمل هم‌چنین باعث می‌شود تا مقدار از دست رفتن گرما در اثر تشعشع کاهش یابد.

## درجه حرارت‌های عمل در سیانوردهی
از نقطه نظر درجه حرارت عمل، می‌توان سیانوردهی را به سه دسته تقسیم کرد:

### الف - سیانوردهی در درجه حرارت پایین

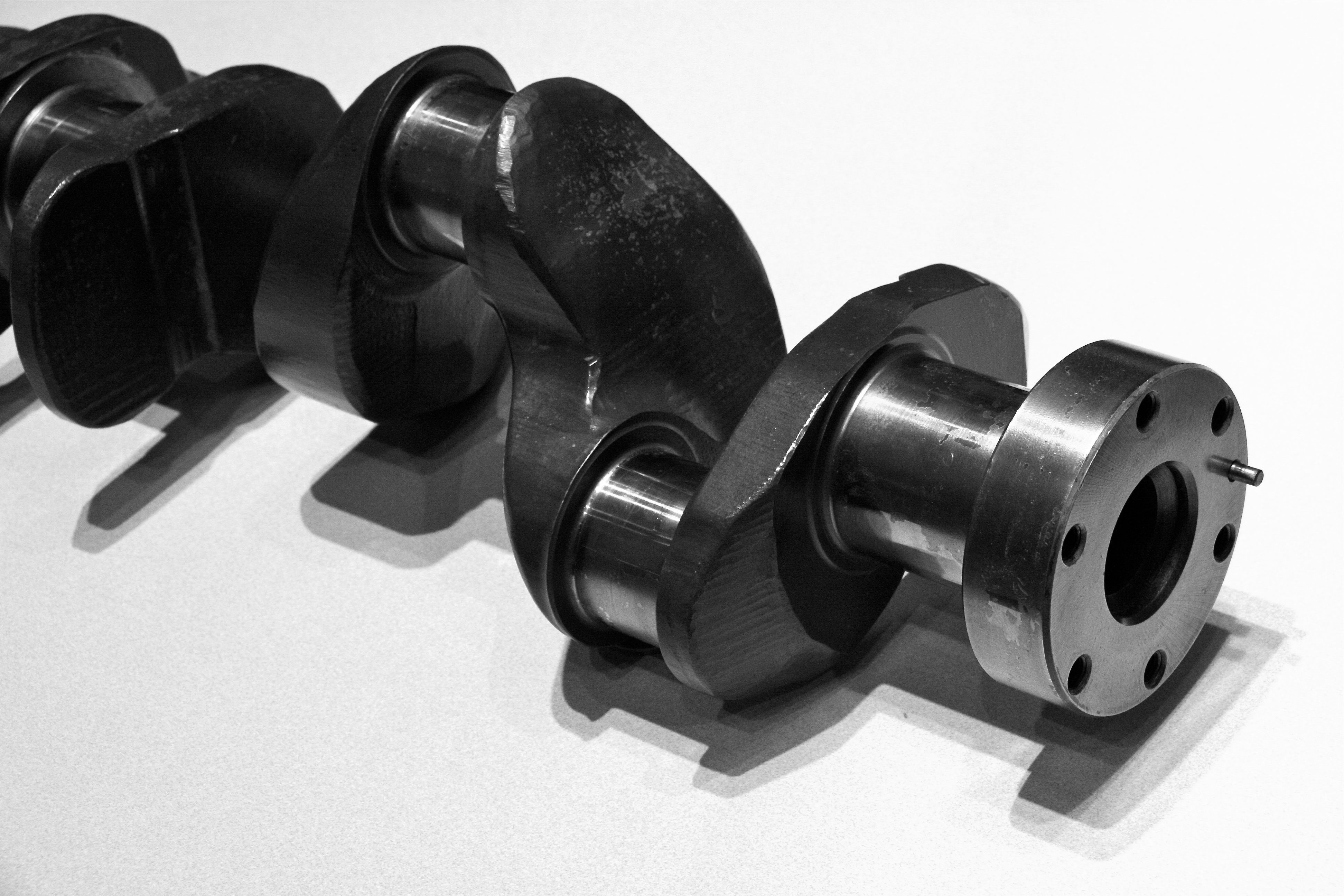
میل لنگ‌ها با سیانور سختکاری می‌شوند

این عملیات در حد وسیعی بر روی میل لنگ‌ها، چرخ دنده‌ها و امثال آنها انجام می‌شود. این نوع سیانوردهی در دمای حدود ۵۷۰ درجه سلسیوس صورت می‌گیرد و مدت زمان عمل، بین ۳۰ دقیقه تا ۳ ساعت می‌تواند تغییر کند. لوله‌ای هوای خشک را وارد محلول می‌کند، جنس این لوله و بوته سیانوراسیون از تیتانیم است.
سیانوردهی در درجه حرارت پایین، موجب نفوذ نیتروژن بیشتری می‌شود، زیرا در درجه حرارت‌های پایین، آهن در حالت α بوده و تقریباً قادر به حل کربن در خود نیست. در این حالت، قشر سیانوره قطعه از دو ناحیه تشکیل شده‌است. در سطح، یک قشر کربونایتراید نازک (حدود ۷۱۵ میکرون) به وجود می‌آید. پس از این قشر، ناحیه محلول جامد نیتروژن در آن دیده می‌شود. ضخامت کلی این قشر در حدود ۰٫۵ تا ۱ میلی‌متر تغییر می‌کند؛ و سختی سطحی در اثر سیانوردهی فولادهای کربنی، تا حدود ۲۵۰ الی ۳۰۰ ویکرز بالا می‌رود، ولی در فولادهای آلیاژی، تا حدود ۶۰۰ الی ۱۱۰۰ ویکرز می‌رسد. در اثر این عملیات، حد خستگی قطعه به مقدار زیادی بالا رفته و حساسیت به ترک نیز کم می‌شود.
باتوجه به مشکل محیط زیست و هزینه روزافزون کاربرد روش‌های سیانوردهی، روشی بنام Sursulf توسط یک شرکت فرانسوی بنام Hydroine Chanique et Frottement ثبت و ارایه شده‌است که در آن، از حمام نمک کربونایترایدینگ بدون سیانور استفاده می‌شود. در این روش، مقداری گوگرد، برای تسریع در انجام عملیات، به حمام اضافه می‌شود. عملیات در حدود ۵±۵۶۵ درجه سلسیوس انجام می‌گیرد. این حمام بر مبنای سیانات و کربنات لیتیم، سدیم و پتاسیم به همراه مقدار کمی پتاسیم سولفید (KS) می‌باشد. برای به هم زدن مذاب و تشدید فعالیت واکنش‌ها، هوای خشک توسط یک لوله، به درون مذاب دمیده می‌شود. در هنگام اجرای عملیات، سیانات در سطح فولاد تجزیه شده، CO و نیتروژن نوزاد تولید می‌کند که در نتیجه کربن و نیتروژن جذب سطح فولاد شده و سپس به درون قطعه نفوذ می‌کنند. در این عملیات، مقداری سیانور تولید می‌شود که توسط اکسیژن هوا به سیانات تبدیل می‌شود:
{\displaystyle {\ce {2CN^{-}{+}O2 -> 2 CNO^{-}}}}
| -S2  | +Li      | +Na  | +K     | -CO32 | -CNO2 | -CN  | یون       |
| ---- | -------- | ---- | ------ | ----- | ----- | ---- | --------- |
| ۲–۱۰ | ۱٫۲۵±۰٫۲ | ۲۰±۲ | ۲۴٫۵±۲ | ۱۹±۲  | ۳۶±۲  | ≤۰٫۸ | غلظت(ppm) |

### ب - سیانوردهی در درجه حرارت متوسط
برای بدست آوردن یک قشر سیانوره با ضخامت کم (حدود ۰٫۲۵–۰٫۳۵ میلی‌متر)، عملیات در دمای حد واسط (۸۶۰–۸۲۰ درجه سلسیوس) و در حمام‌هایی با ترکیب در صد زیر انجام می‌گیرد:
| Na2CO3 | NaCl  | NaCN  | نمک  |
| ۲۵–۵۰  | ۲۵–۵۰ | ۲۰–۲۵ | درصد |

مدت زمان عمل، وابسته به ضخامت قشر مورد نظر می‌باشد.
| ۰٫۴۰ | ۰٫۳۰ | ۰٫۲۵ | ۰٫۲۰ | ۰٫۱۵ | ۰٫۱ | ضخامت قشر سیانوره به میلی‌متر |
| ---- | ---- | ---- | ---- | ---- | --- | ---------------------------- |
| ۱۲۰  | ۹۰   | ۶۰   | ۴۰   | ۲۰   | ۱۰  | زمان عملیات به دقیقه         |

در جریان عملیات سیانوردهی، سیانور سدیم بر حسب مقدار اکسیژن هوا به طریق زیر اکسید می‌شود:
{\displaystyle {\ce {2Na2CN + 3.2O2 -> CO3Na2 + C +2N}}}
{\displaystyle {\ce {2NaCN + 2O2 -> CO3Na2 + CO +2N}}}
در این حالت، چون شبکه‌های بلوری فولاد شامل مخلوطی از آهن α و γ می‌باشد، مقدار کربن حل شده، نسبت به حالت قبل، بیشتر خواهد بود؛ لذا در سطح فلز، در عین حال، نیترید و کاربید، هر دو وجود خواهند داشت. نسبت N/C با افزایش دمای عمل کم می‌شود.
در نتیجه عملیات سیانوردهی در دمای متوسط، مقدار کربن قشر سیانوره از مقدار کربنی که با عملیات سمانتاسیون به دست می‌آید، (۰٫۶–۰٫۷ در صد کمتر است، ولی درصد نیتروژن در قشر سیانوره به حدود ۰٫۸–۱٫۲ در صد می‌رسد. انجام عملیات سیانوردهی در دمای متوسط (۸۶۰–۸۲۰ درجه سلسیوس) امکان می‌دهد تا قطعه مستقیماً آبداده شود. آب دادن قطعه معمولاً با یک برگشت در دمای پایین (۱۸۰–۲۰۰ درجه سلسیوس) همراه است. سختی قشری که عملیات فوق بر روی آن انجام شده، در حدود HRC ۵۸–۶۲ خواهد بود. این نوع سیانوراسیون معمولاً بر روی قطعات کوچک صورت می‌گیرد و در صنایع اتومبیل سازی بر روی پیچ بی‌انتهای فرمان، مهره‌ها، محورهای کوچک و امثال آنها انجام می‌شود.

### ج - سیانوردهی در درجه حرارت بالا
برای آنکه بتوان یک قشر سیانوره با ضخامت بیشتری به دست آورد (در حدود ۰٫۵–۲ میلی‌متر)، عملیات در درجه حرارت بالاتر (حدود ۹۶۰–۹۳۰ درجه سلسیوس) انجام می‌گیرد. در این حالت، سیانوردهی معمولاً دارای ترکیبی در حدود زیر می‌باشد:
| NaCl | BaCl2 | NaCN | نمک  |
| ---- | ----- | ---- | ---- |
| ۱۰   | ۸۲    | ۸    | درصد |

برای جلوگیری از اتلاف شدید حرارت و سوختن سیانور، دراین حالت، دیواره حمام دارای پوششی از گرافیت می‌باشد. مدت نگهداری در حمام سیانوردهی معمولاً بین ۱٫۵ تا ۶ ساعت در نظر گرفته می‌شود. در این حالت، واکنش‌ها در حمام سیانوراسیون به صورت زیر خواهد بود:
{\displaystyle {\ce {BaCl2 + 2NaCN -> 2 NaCl + Ba(CN)2}}}
{\displaystyle {\ce {Ba(CN)2 -> BaCN2 + C}}}
{\displaystyle {\ce {BaCN2 + O2 -> BaO + CO + 2N}}}
کربن و نیتروژن حاصله از این واکنش‌ها، در داخل فولاد نفوذ می‌کنند. در درجه حرارت‌های بالا، سطح فولاد از کربن بیشتری اشباع می‌شود (۱٫۲–۰٫۸ درصد). به این جهت، خصوصیات قشر سیانوره در این حالت، به خصوصیات قشر سمانته نزدیک‌تر است. با این تفاوت که ساختار قشر سمانته‌ای که در اثر این عملیات به دست می‌آید، از ساختار قشر سمانته تنها، باوجود یک قشر نازک از فاز کربونیترید (به ضخامت ۰٫۰۳–۰٫۰۲ میلی‌متر)، قابل تشخیص است. پس از سیانوردهی، قطعات را در هوا سرد نموده، سپس آنها را در حمام نمکی با در کوره گرم کرده و آب می‌دهند. پس از آب دادن، قطعه را در درجه حرارت پایین بازگشت می‌دهند. در این عملیات، به‌ندرت ممکن است قطعه را بلافاصله پس از خروج از حمام سیانوراسیون اب داد، زیرا در درجه حرارت بالای سیانوراسیون (۹۶۰–۹۳۰ درجه سلسیوس) دانه‌های آستنیت درشت می‌شوند و لذا آب دادن مستقیم (با سرد کردن سریع قطعه تا دمای آب‌دهی قطعه خطرناک می‌باشد. برای ریزکردن دانه‌های گرم کردن دوباره قطعه، ضروری است. در صنایع، این نوع سیانوراسیون به‌طور وسیعی به جای سمانتاسیون بکار می‌رود.
به‌طور کلی، مقدار کربن و نیتروژن جذب شده توسط فولاد، اساساً به مقدار سیانور و دمای حمام بستگی دارد. با افزایش مقدار سیانور موجود در حمام، از ۱۰ تا ۵۰ درصد، غلظت کربن نیز در سطح قطعه زیاد می‌شود، در حالی که غلظت نیتروژن آن کاهش می‌یابد. غلظت کربن با بالا رفتن دمای عمل، افزایش می‌یابد ولی غلظت نیتروژن کم می‌شود.

## مزایا و معایب سیانوردهی
مزایای سیانوردهی، نسبت به سمانتاسیون، به قرار زیر است:
1. زمان لازم برای به دست آوردن یک ضخامت معین کمتر است.
2. تغییر شکل و کج شدن قطعاتی که دارای اشکال پیچیده‌ای می‌باشند، خیلی کمتر است.
3. قطعه دارای مقاومت به خوردگی و مقاومت به فرسایش بهتری خواهد بود.
4. اگر جسم قبل از سیانوردهی صیقلی شده باشد، پس از سیانوردهی با سرد کردن سریع قطعه، سطح جسم شفاف و خوشرنگ می‌گردد.

با افزودن کمی از نمک‌ها در آب، سطح جسم را می‌توان رنگی کرد. این نمک‌ها معمولاً نیتراتها و اغلب سدیم نیترات به مقدار ۲٫۵–۱٫۵ درصد است. باید دقت کرد که نیتراتها و سیانورها اشتباهاً با یکدیگر مخلوط نشوند، زیرا ایجاد انفجار می‌کنند.
عیب سیانوراسیون، قیمت تمام شده بالا و نیز مضر بودن سیانور و لذا لزوم ایجاد تشکیلات جدی، برای حفاظت افراد و محیط زیست، می‌باشد.

## شرایط ایمنی در کارگاه‌های سیانوردهی
باوجود آنکه مقداری سیانوری که در صنایع متالورژی به کار می‌رود بالاست، تجربه نشان داده‌است که در این کارگاه‌ها، رعایت بعضی احتیاط‌های اولیه و بهداشتی بسیار ضروری است.
در هنگام عملیات، در بوته سیانوراسیون، سیانور تجزیه شده و تولید دود می‌کند. این دود کربنات سدیم بوده و خطرناک نیست. شرایط ایمنی و مواردی که در یک کارگاه سیانوردهی باید مورد توجه قرار گیرد عبارتند از:
1. انفجارهای کوچکی که موقع فروبردن قطعه سیانوره در آب (برای آب دادن) رخ می‌دهد، خطرناک نیستند. برعکس، قطعه‌ای که وارد حمام سیانوردهی می‌شود، باید کاملاً خشک باشد، و الا ورود قطرات آب، یا رطوبت، باعث انفجار و پاشیده شدن نمک‌ها به بیرون می‌شود.
2. باید بر روی ظرف‌های محتوی سیانور سدیم نوار قرمز چسبانده و روی آن کلمه «سم» نوشته شود. همچنین ورود و خروج کارگران غیرمسئول به محیط کارگاه ممنوع باشد.
3. باید احتیاط کرد که در هیچ شرایطی املاح حمام‌هایی که در آنها اعمال بازگشت انجام می‌شود، و عموماً نیترات‌ها می‌باشند، با املاح حمام سیانور مخلوط نشوند، و الا باعث ایجاد انفجار و پاشیده شدن نمک‌ها به خارج خواهد شد.
4. سیانوردهی در درجه حرارت بالا، موجب تحریک مخاط بینی و گلو می‌گردد، لذا باید تهویه کارگاه توسط وانتیلاتورهای قوی و به‌طور کامل، انجام شود.
  1. سیانور، در مجاورت اسید، تولید اسید سیانیدریک می‌نماید که اگر توسط ریه‌ها جذب شود، موجب مسمومیت بسیار شدیدی خواهد شد؛ لذا هرگز نباید نمک‌های سیانوردار را در مجاورت اسیدها قرار داد، بلکه لازم است آنها را در محیط‌های قلیایی نگهداری کرد.
5. کارگرانی که با سیانور کار می‌کنند، باید دستکش به دست داشته باشند و هیچ گونه زخم یا خراشی در سطح بدن آنها وجود نداشته باشد. دستکش محافظ نیتریل برای کار در کارگاه سیانوردهی

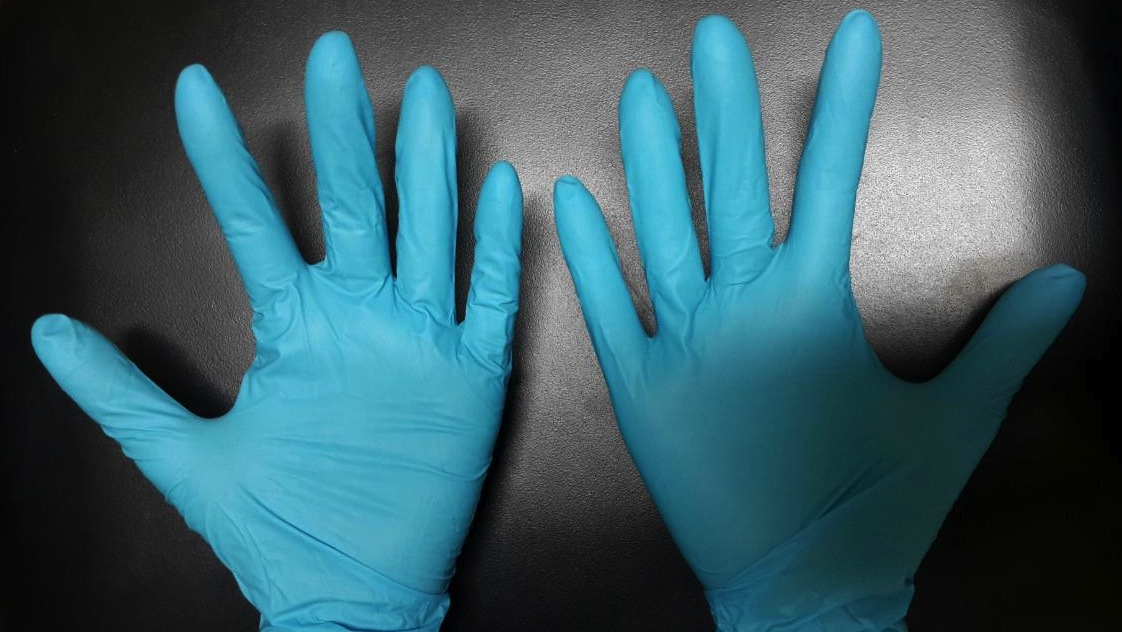
دستکش محافظ نیتریل برای کار در کارگاه سیانوردهی

6. کارگرانی که در این کارگاه‌ها کار می‌کنند، باید تحت مراقبت پزشکی قرار گیرند و هر چند وقت یک بار عوض شوند.
7. در صورت مشاهده مسمومیت، باید بلافاصله مراتب به پزشک اطلاع داده شود.
8. کارگاه باید دارای لوازم کمک‌های اولیه برای کمک به مسمومین باشد. مهم‌ترین این لوازم عبارتند از وسایل ضروری برای تنفس مصنوعی - آمپول آمیل نیتریت، آمونیوم تیوسولفات نیم لیتر محلول ۱ هیپو سولفیت سدیم (که از قبل تهیه شده و در هر ماه تجدید می‌شود).[۶]